# Peixe-jacaré
O peixe-jacaré (Atractosteus spatula), também conhecido como gar-aligátor é um actinopterígeo eurialino peixe relacionados com o bowfin na infraclasse holostei. É a maior espécie da família dos gars e está entre os maiores peixes de água doce da América do Norte, podendo medir até 3 metros de comprimento e pesar mais de 300 libras.

## Anatomia
Um peixe-jacaré geralmente mede 1,8 m de comprimento e pesa mais de 45 kg. No entanto, relatos anedóticos sugerem que eles podem crescer até 3 m de comprimento e pesar até 159 kg. O maior exemplar oficialmente registrado foi inadvertidamente pego na rede do pescador Kenny Williams de Vicksburg, Mississippi, enquanto ele pescava nos lagos marginais do rio Mississippi em 14 de fevereiro de 2011. Williams estava puxando sua rede no Lago Chotard, esperando encontrar peixes-búfalo, mas em vez disso descobriu um grande peixe-jacaré emaranhado em sua rede. O peixe tinha 2,572 m de comprimento, pesava 148 kg, e sua circunferência era de 120 cm. Williams doou-o ao Museu de Ciências Naturais do Mississippi em Jackson, onde permanecerá em exibição. Todos os gars têm corpos em forma de torpedo, mas algumas características distintivas do peixe-jacaré adulto incluem seu tamanho grande; corpos pesados; cabeças largas; focinhos curtos e largos; dentes grandes e afiados; e dupla fileira de dentes em suas mandíbulas superiores. Eles são geralmente marrons ou oliva desbotando para uma superfície ventral cinza mais clara ou amarela. As nadadeiras dorsal e anal são posicionadas na parte de trás de seus corpos, e suas nadadeiras caudais são heterocercais abreviadas ou não simétricas.

## Fisiologia
O peixe-jacaré têm guelras, mas ao contrário de outras espécies de peixes, com poucas exceções, ele também tem um pulmão da bexiga natatória altamente vascularizado que complementa a respiração das guelras. A bexiga não só fornece flutuabilidade, mas também permite que ele respire ar, e é por isso que ele pode habitar corpos d'água nos quais a maioria dos outros peixes morreria de asfixia . A bexiga natatória está conectada ao intestino anterior por um pequeno duto pneumático, que permite respirar ou engolir ar quando rompem a superfície, uma ação observada com bastante frequência em lagos no sul dos Estados Unidos durante o verão quente.
As escamas do peixe-jacaré não são como as escamas de outros peixes, que têm escamas elasmóides flexíveis; seu corpo é protegidos por escamas ganoides inflexíveis e articuladas em formato romboidal, geralmente com bordas serrilhadas, e compostas por uma dura camada interna de osso e uma dura camada externa de ganoína, que é essencialmente homóloga ao esmalte dentário, tornando-o quase impenetrável.

## Taxonomia e evolução
Lacépède descreveu o peixe-jacaré em 1803. O nome original era Lepisosteus spatula, mas foi mais tarde alterado por EO Wiley em 1976 para Atractosteus spatula para reconhecer dois táxons distintos de gars. Sinônimos de Atractosteus spatula incluem Lesisosteus [sic] ferox (Rafinesque 1820) e Lepisosteus spatula (Lacepede 1803). Fósseis da ordem Lepisosteiformes foram coletados na Europa do Cretáceo ao Oligoceno, na África e na Índia do Cretáceo, e na América do Norte do Cretáceo até tempos recentes. Os Lepisosteidae são a única família existente de gars com sete espécies, todas localizadas na América do Norte e Central. O registro fóssil traça a existência de gars como o peixe-jacaré desde o início do Cretáceo, há mais de 100 milhões de anos. Apesar de ser uma espécie altamente evoluída, o peixe-jacaré é frequentemente referido como "peixe primitivo" ou "fóssil vivo" porque ele e as outras espécies de gar mantiveram algumas características morfológicas de seus primeiros ancestrais com aparentemente poucas ou nenhuma mudança aparente, como um intestino de válvula em espiral, que também é comum ao sistema digestivo dos tubarões, uma cauda heterocercal abreviada e um pulmão de bexiga natatória para respirar tanto o ar quanto a água.

## Comportamento alimentar
O peixe-jacaré é uma espécie solitária relativamente passiva, aparentemente preguiçosa, mas que é um predador de emboscada voraz. É um predador noturno oportunista e principalmente piscívoro, mas também pode emboscar e comer aves aquáticas, tartarugas e pequenos mamíferos que podem estar flutuando na superfície. Seu método de emboscada é flutuar alguns metros abaixo da superfície e esperar que uma presa desavisada nade ao seu alcance. Ele se lança para frente e, com um movimento amplo, agarra sua presa, empalando-a em suas fileiras duplas de dentes afiados.
Estudos de dieta mostraram que o peixe-jacaré também possui hábitos necrófagos, dependendo da disponibilidade de sua fonte de alimento preferida. Ocasionalmente, ele ingere peixes esportivos, mas a maioria dos estudos de conteúdo estomacal sugere que ele se alimenta predominantemente de peixes de cardume, invertebrados e aves aquáticas. No entanto, as populações de água salobra de peixes-jacaré são conhecidas por se alimentarem fortemente de caranguejos-azuis, além de peixes como o bagre-cabeça-dura ( Ariopsis felis ). Estudos de dieta também revelaram equipamentos de pesca e peças de motor de barco em seus estômagos.

## Desova
Como a maioria das espécies ancestrais, o peixe-jacaré tem vida longa e maturação sexualmente tardia. A maioria das fêmeas não atingem a maturidade sexual antes de sua primeira década de vida, enquanto os machos atingem a maturidade sexual na metade desse tempo. As condições devem ser precisas para que ocorra uma desova bem-sucedida. A preparação para a desova começa na primavera com o fotoperíodo estendido e o aumento da temperatura da água, mas a inundação também é necessária para desencadear o evento. Quando os rios sobem e se espalham pela planície de inundação, eles criam lagos marginais e lamaçais, e inundam a vegetação terrestre, que por sua vez fornece proteção e um habitat rico em nutrientes para larvas de peixes e alevinos . Assim que a temperatura da água atingir 20 a 28 °C, e todos os outros critérios forem atendidos, se movem para áreas rasas gramadas e repletas de ervas daninhas para desovar.
A desova real ocorre quando os machos se reúnem em torno das fêmeas grávidas e começam a se esfregar por cima das fêmeas, uma atividade que desencadeia a liberação de ovos. Os machos liberam nuvens de sêmen para fertilizar os ovos à medida que são liberados na coluna de água. Os ovos pegajosos então se fixam na vegetação submersa e o desenvolvimento começa. São necessários apenas alguns dias para que os ovos eclodam e se tornem peixes larvais, e outros 10 dias ou mais para que os peixes larvais se desprendam da vegetação e comecem a se mover como alevinos. A produção de ovos é variável e acredita-se que depende do tamanho da fêmea. Uma fórmula comum usada para prever o número de ovos que uma fêmea pode produzir é de 4,1 ovos / grama de peso corporal, o que dá uma média de cerca de 150.000 ovos por desova. Os ovos do peixe-jacaré são vermelho vivo e venenosos para os humanos se ingeridos.

## Distribuição

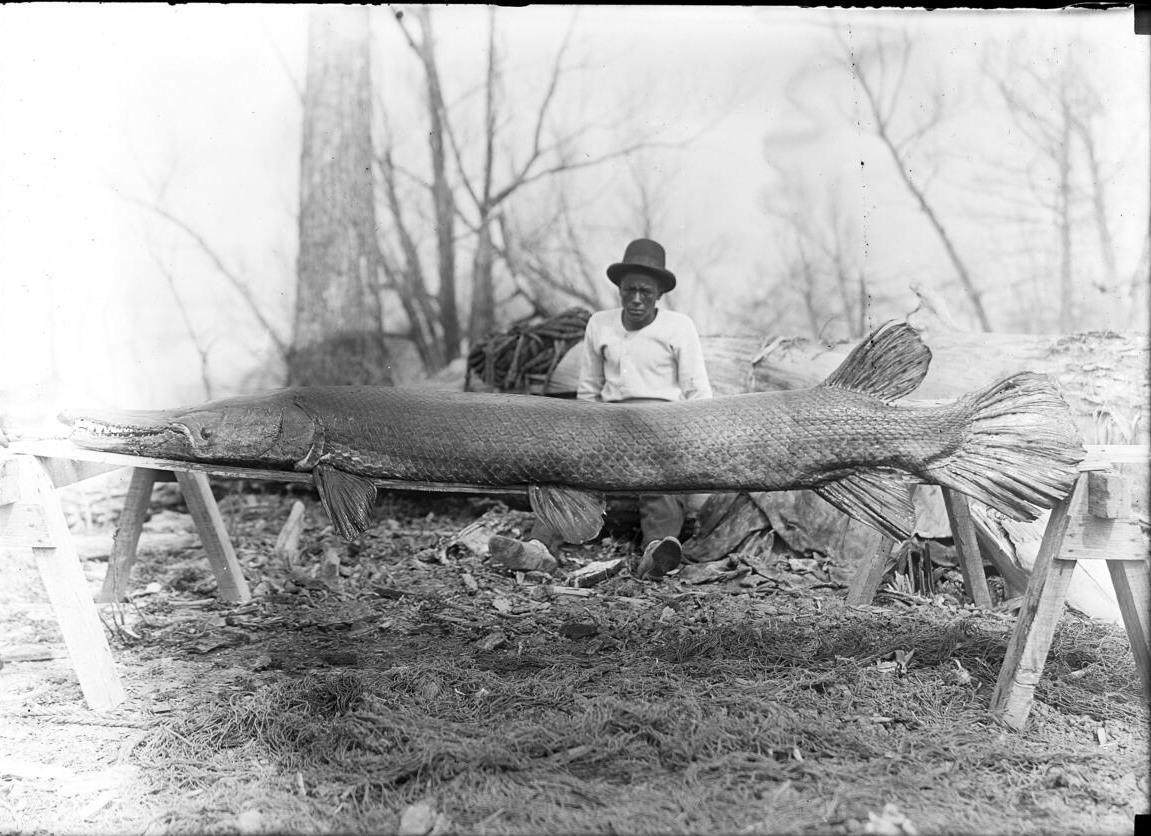
Peixe-jacaré capturado em Moon Lake, Mississippi, março de 1910

### Alcance natural
O peixe-jacaré habita uma grande variedade de habitats aquáticos, mas é mais encontrado no sul dos Estados Unidos em reservatórios e lagos, nas águas remanescentes de rios de planície e nas águas salobras de estuários, igarapés e baías. Ocorre ao sul ao longo da costa do Golfo do Texas, em Tamaulipas e ao norte de Veracruz, México, no entanto, os registros da Nicarágua e da Costa Rica são considerados "suspeitos e refutados". A espécie também já foi vista ocasionalmente no Golfo do México. No Texas e na Louisiana, grandes peixes-jacaré são comumente vistos rompendo a superfície em reservatórios, igarapés e pântanos salgados. Eles são encontrados em todo o vale do rio Mississippi e nos estados da Costa do Golfo do sul dos Estados Unidos e México até o sul de Veracruz, abrangendo Texas, Oklahoma, Louisiana, Kentucky, Mississippi, Alabama, Tennessee, Arkansas, Missouri, Illinois, Flórida e Geórgia. Relatórios sugerem que os peixes-jacaré já foram numerosos em grande parte de sua faixa ao norte, mas os avistamentos válidos hoje são raros e podem ocorrer uma vez a cada poucos anos. Registros de distribuição histórica indicam regiões antes habitadas do jacaré gar no extremo norte do Kansas, Nebraska, Ohio, Iowa e centro-oeste de Illinois, onde agora estão listados como extintos . A captura verificada mais ao norte foi em Meredosia, Illinois, em 1922. Em 2016, houve esforços para reintroduzir o a espécie entre Tennessee e Illinois como parte de um esforço para controlar a carpa-comum que é uma espécie invasora na área.

### Fora da área natural
Alguns avistamentos notáveis de peixe-jacaré foram relatados fora da América do Norte. Em novembro de 2008, um gar foi capturado no Mar Cáspio ao norte de Esenguly, Turcomenistão, por dois funcionários da Proteção Pesqueira do Turcomenistão. Sua espécie não foi confirmada, mas acredita-se que seja um peixe-jacaré.
Em 4 de setembro de 2009, um peixe-jacaré foi encontrado no Parque Tak Wah em Tsuen Wan, Hong Kong . Nos dois dias seguintes, pelo menos 16 outros peixes-jacaré, o maior medindo 1,5 m, foram encontrados em lagoas em parques públicos em Hong Kong. Moradores relataram que os peixes tinham sido soltos nas lagoas por aquaristas amadores, e tinham vivido lá por vários anos. No entanto, após uma reclamação feita por um cidadão que identificou falsamente o peixe-jacaré como crocodilos, o uso de termos como "horrível peixe comedor de gente" começou a aparecer nas manchetes de alguns dos principais jornais locais. Funcionários dos Serviços de Lazer e Culturais no Parque Tak Wah removeram todos os peixes-jacarés dos lagos porque estavam preocupados que peixes grandes pudessem prejudicar crianças. Não incomum, os dentes grandes e afiados e a aparência externa do peixe-jacaré podem precipitar um medo irracional naqueles que não estão familiarizados com a espécie. Relatos sensacionalistas contribuíram para o equívoco de ataques predatórios de peixes-jacaré em humanos, embora nenhum dos relatos tenha sido confirmado.
Em 21 de janeiro de 2011, um peixe-jacaré medindo 1,50 metros foi capturado em um canal em Pasir Ris, Cingapura, por dois pescadores recreativos. O peixe foi levado para um lago próximo, onde o dono confirmou que se tratava de um peixe-jacaré e não de um pirarucu, como os homens haviam inicialmente pensado.
Relatórios anedóticos têm sido feitos de peixe-jacaré capturado em várias partes da Índia, mas acredita-se que seja o resultado de solturas acidentais por aquaristas e afins. Em agosto de 2015, um peixe-jacaré foi encontrado enredado em um pano dentro de um poço em Dadar, onde já morava há bastante tempo. Foi resgatado por ativistas de defesa dos animais e voltou ileso ao local. Em junho de 2016, um outro exemplar de 3,5 pés de comprimento foi capturado no lago Subhash Sarovar em Calcutá. Outros incidentes ao longo dos anos foram aleatórios, variando de capturas em águas costeiras durante avaliações ambientais a capturas em lagoas privadas.
Em 27 de junho de 2020, um peixe-jacaré medindo 112 cm foi encontrado morto na costa do reservatório Gonyeli Baraji, Chipre do Norte . Especialistas do Instituto de Pesquisa da Vida Selvagem de Chipre coletaram os peixes e explicaram que sua espécie é o peixe-jacaré (Atractosteus spatula). Suspeita-se que o peixe tenha sido solto recentemente, não  se adaptou ao meio ambiente e morreu, porém, pode ser que o peixe ali residisse durante anos. Uma necropsia será aplicada para saber mais.

## Usos humanos
Os povos nativos americanos do Sul e os povos do Caribe usavam as escamas ganoides do peixe-jacaré como pontas de flecha, couraças e como escudo para cobrir os arados. Os primeiros colonizadores curtiam as peles para fazer um couro forte e durável para cobrir seus arados de madeira e fazer bolsas e vários outros itens. O óleo de peixe-jacaré também era usado pelo povo de Arkansas como repelente para mosquitos-borrachudos.
Por quase meio século, peixes-jacaré foram considerados "peixes inúteis" ou "espécie incômoda" pelas autoridades estaduais e federais que os alvejaram para eliminação para proteger as populações de peixes esportivos e para prevenir supostos ataques a humanos, um alegação que permanece infundada, com exceção de ferimentos ocasionais sofridos por peixes-jacaré capturado se debatendo no convés dos barcos. Pescadores participaram do massacre de milhares de jacarés acreditando que eles estavam prestando um grande serviço. Em 1992, o canal 8 da afiliada da PBS KUHT tornou-se a estação de apresentação de um programa de alcance público que documentou o ciclo da história de vida do peixe-jacaré, intitulado The Alligator Gar: Predator or Prey? . Foi o primeiro documentário produzido e televisionado nacionalmente sobre o peixe-jacaré em uma época em que ainda era conhecido como peixe inútil. O programa de meia hora durou três anos como parte de uma série educacional intitulada "Peixes exóticos e incomuns", produzida pela Sociedade Earthwave. Ele foi ao ar pela primeira vez no horário nobre durante as varreduras de julho de 1992, e obteve uma classificação de 2,8 por 4, tornando-se o programa número um da noite para várias afiliadas da PBS.  Uma década se passou antes que qualquer ação significativa fosse tomada para proteger e preservar as populações restantes de peixe-jacaré nos Estados Unidos. Entre os primeiros a aprovar práticas de restauração e gerenciamento estava o Departamento de Conservação do Missouri em parceria com Tennessee, Arkansas, Kentucky, Illinois, Alabama, Mississippi, Texas, Oklahoma e Louisiana.

### Peixes esportivos

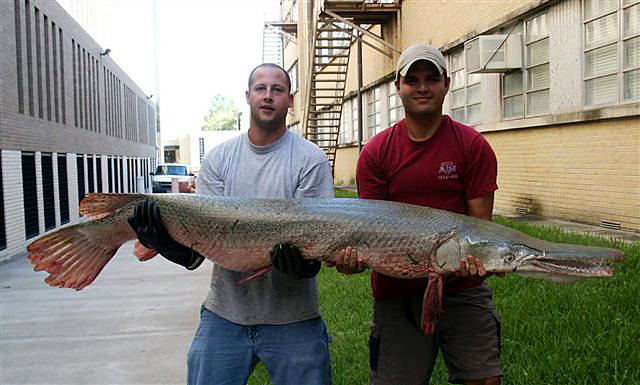
Um peixe-jacaré capturado no Texas, 2004

A percepção pública de longa data do peixe-jacaré como um peixe inútil ou uma espécie incômoda mudou, com o aumento da atenção nacional e internacional sobre a espécie como um peixe esportivo, o que alguns atribuíram a programas de televisão populares. Oklahoma, Texas, Arkansas, Mississippi e Louisiana permitem a pesca esportiva regulamentada do peixe-jacaré. O Texas tem uma das melhores pescarias restantes para peixe-jacaré e, em conjunto com seus esforços para manter uma pescaria viável, impôs um limite de uma bolsa por dia para eles em 2009. O recorde estadual do Texas, e recorde mundial para o maior exemplar capturado com vara e molinete, é 127 kg, tirada por Bill Valverde em 1º de janeiro de 1951, no Rio Grande, no Texas. O gar jacaré também é bastante popular entre os pescadores de arco e flecha devido ao seu grande tamanho, potencial para troféus e habilidade de luta. O recorde de pesca com arco e flecha do estado do Texas foi estabelecido em 2001 por Marty McClellan, pescando um exemplar de 130 kg no rio Trinity. O recorde de all-tackle foi de 137 kg de um peixe-jacaré capturado em um trote em 1953 por TC Pierce, Jr. Em 1991, o guia de pesca Kirk Kirkland relatou anedoticamente a captura de um peixe-jacaré medindo 2,90 m em haste e linha do Rio Trinity.

### Comercialização e aquicultura
O declínio das populações de peixe-jacaré ao longo de sua distribuição histórica resultou na necessidade de monitorar as populações selvagens e regular as colheitas comerciais. O peixe-jacaré apresenta alto rendimento em filés de carne branca e uma pequena porcentagem de resíduos em relação ao peso corporal. Bolinhos de alho fritos, filés grelhados e filés fervidos em água com fervura de caranguejo são pratos populares no sul dos Estados Unidos. Há também uma pequena indústria artesanal que projeta e vende joias feitas de escamas ganoides da espécie; alguns curtem as peles para produzir couro para fazer abajures, bolsas e uma série de outras novidades. Historicamente, o preço da carne de peixe selvagem vendida comercialmente a distribuidores atacadistas oscilou entre US $ 1,00 / lb até US $ 2,50 / lb. Os preços de varejo em supermercados e lojas especializadas variam de US $ 3,00 a US $ 3,50 / lb.
Os peixes do gênero Atractosteus, incluindo o peixe-jacaré, gar-tropical e gar-cubano, são considerados bons candidatos para a aquicultura, particularmente em regiões em desenvolvimento, onde seu rápido crescimento, resistência a doenças, fácil adaptação a alimentos artificiais como juvenis e capacidade de tolerar a baixa qualidade da água são essencial. Sua capacidade de respirar tanto o ar quanto a água elimina a necessidade de sistemas de aeração caros e outras tecnologias comumente usadas na aquicultura. No sul dos Estados Unidos, assim como em partes do México e de Cuba, as reprodutoras já foram estabelecidas e estão sendo mantidas em suas respectivas regiões, onde já são peixes populares.

### Aquarismo
Apesar do grande tamanho que o peixe-jacaré pode atingir, eles são mantidos como peixes de aquário, embora muitos peixes rotulados como "peixe-jacaré" no comércio de aquários sejam, na verdade, espécies menores. A espécie exige um aquário ou lagoa muito grande e muitos recursos para prosperar em cativeiro. Eles também são peixes populares para aquários públicos e zoológicos. Em muitas áreas, manter a espécie como animal de estimação é ilegal, mas ocasionalmente eles aparecem em peixarias. O peixe-jacaré é altamente valorizado e procurado por aquários particulares, principalmente no Japão. De acordo com alguns relatórios, um exemplar grande pode render até US $ 40.000 no que alguns consideram o "mercado negro japonês". Em junho de 2011, três homens da Flórida e da Louisiana foram indiciados sob a acusação de remover ilegalmente peixes-jacaré selvagens do rio Trinity, no Texas, e de tentar enviá-los para o Japão para colecionadores particulares. As acusações resultaram de uma operação secreta feita por agentes especiais do Serviço de Pesca e Vida Selvagem dos EUA, do Departamento de Parques e Vida Selvagem do Texas e da Comissão de Conservação de Peixes e Vida Selvagem da Flórida. As acusações incluíam violações de três disposições distintas da Lei Lacey, especificamente conspiração para apresentar uma etiqueta falsa para peixes transportados no comércio interestadual, conspiração para transportar peixes no comércio interestadual em violação da lei ou regulamento estadual e conspiração para transportar e vender peixes em comércio interestadual em violação da lei ou regulamento estadual. Dois dos conspiradores declararam-se culpados de uma acusação e o governo retirou as outras duas acusações contra eles. Um terceiro conspirador foi a julgamento em todas as três acusações, foi absolvido em uma delas e considerado culpado em duas. O tribunal distrital condenou-o a 9 meses de prisão seguidos de um ano de liberdade supervisionada . O caso foi apelado e, em 15 de abril de 2014, o tribunal de apelação confirmou a decisão do tribunal distrital.